# Ламбет
Ламбет е място в Лондонското градче Ламбет, макар че тази част е по-известна с наименованието Ватерло, по името на жп гарата, чийто виадукт разделя предишния център на градчето от реката Темза. В Ламбет се намират болницата Сейнт Томас, Лондонското око (едно от най-големите виенски колела в света), Кралския национален театър и Кралската фестивална зала, Кънтри хол и, разбира се, жп гара Ватерло.

## Кралски национален театър
Кралският национален театър е известен още като „Народния теартър“ на Англия. Построен е през 1963 г. с обществени средства. Театърът има три основни зали: Театър Оливър (най-голяма), Театър Лителтън, Театър Котесло.

## Кънтри Хол
Кънтри Хол (понякога наричан Лондонския Кънтри хол или както на български се превежда „Административна зала“) е сграда в Ламбет, която е била главна квартира на Лондонския административен съвет и по-късно на Големия лондонски съвет. Сградата е на брега на река Темза, точно до Уестминтърския мост, изправяйки се срещу градчето Уестминстър в близост до Уестминстърския дворец.
Днес Административната зала на Лондон е място за бизнес, забавления (Лондонско око, Лондонски морски акваруим) и изкуство.